# Khawr al Udayd

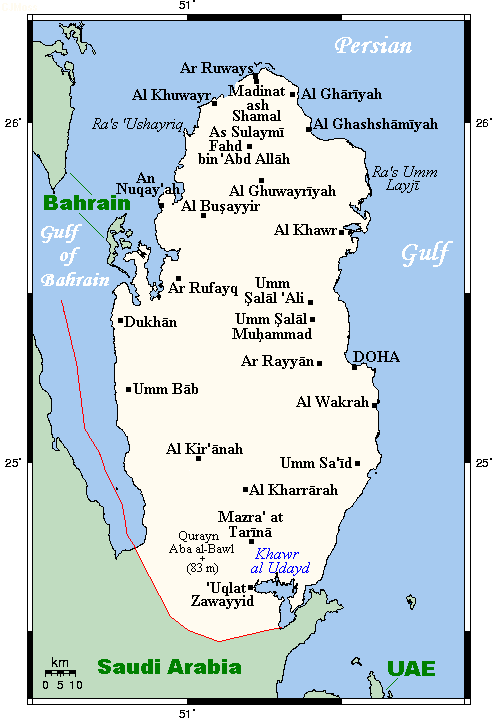
Carte du Qatar précisant la localisation de la baie au sud du pays.

Khawr al Udayd (en arabe : خور العديد) ou Khor al Adaid est une baie située au sud-est de la péninsule du Qatar, donnant sur le golfe Persique. Elle se trouve sur le territoire du Qatar. La canal Salwa pourrait déboucher sur cette baie. 